# Brusnica Velika
Brusnica Velika (en serbe cyrillique : Брусница Велика) est un village de Bosnie-Herzégovine. Il est situé dans la municipalité de Brod et dans la république serbe de Bosnie. Selon les premiers résultats du recensement bosnien de 2013, il compte 162 habitants.

## Démographie

### Évolution historique de la population dans la localité
| 1948  | 1953  | 1961  | 1971  | 1981  | 1991   | 2013 |
| ----- | ----- | ----- | ----- | ----- | ------ | ---- |
| 1 065 | 1 085 | 1 082 | 1 164 | 1 053 | 1 021, | 162  |

|  |